# Моральное убеждение
Моральное убеждение — представление о том, что, чувства, испытываемые человеком, по отношению, к тому или иному объекту, основаны на его убеждениях, о добре и зле. Наличие морального убеждения, означает, что человек вкладывает, в свою точку зрения, моральную значимость.

## Описание
Убеждение — непоколебимая вера во что-либо, не нуждающаяся в доказательствах или свидетельствах. Моральное убеждение, таким образом, означает, твёрдую и абсолютную веру или отношение, к тому, что, то или иное действие, является правильным или неправильным, моральным или аморальным. Моральные убеждения обладают сильной мотивационной силой.
Данная тема является важной для исследований, поскольку процесс формирования морали, способен как вдохновлять, на активные действия и перемены, так и провоцировать разногласия и большие деструктивные изменения.
Исследования, в области социальной психологии, показывают, что в результате формирования морали, предпочтения превращаются в ценности, которые выступают в качестве моральных установок (императивов), снижая терпимость, к иным мнения. Следствием этого может стать повышенная склонность к насильственному решению конфликтов. Установки и мнения людей, подвергшихся воздействию убеждений морали, являются более жёсткими, чем социальные общепринятые нормы.

## Характеристики моральных убеждений
Люди, придерживающиеся моральных убеждений, склонны воспринимать таковые, как объективно истинные и универсальные, в том смысле, что именно выбранные человеком убеждения, должны применяться везде, независимо от места, расположения и времени в истории.
Моральные убеждения, часто, не зависят от влияния авторитетов и сверстников. Люди, в меньшей степени подверженные влиянию «нормы» и «большинства» особенно устойчивы к конформизму. Поведенческие исследования, в области социальной психологии показывают, что люди, имеющие моральные ценности для своего поведения или мнения, чаще реагируют против общественной принятой нормы, или идут вразрез с ней. Например, в одном из исследований изучалась реакция на решение Верховного суда, который подтвердил право штатов, решать, легализовать ли самоубийство с помощью врачебного вмешательства [Gonzales v. Oregon (2006)]. Было обнаружено, что сила моральных убеждений людей, по отношению к самоубийству с помощью врача, а не их прежние представления о легитимности и справедливости Верховного суда, является самым сильным критерием восприятия правомерности и согласия, с решением суда, по этому делу. Независимо от того, насколько легитимным представлялся Верховный суд на начальном этапе, морально убеждённые противники самоубийства, с помощью врачебного вмешательства, воспринимали это решение как несправедливое и не имеющее юридической силы, в то время как морально убеждённые сторонники считали совершенно наоборот.

## Психологические и нейронные механизмы
Несколько исследований, в области когнитивной нейронауки, положили начало, идентификации нейронных механизмов, лежащих в основе моральных убеждений. В одном из недавних исследований, с использованием психофизики, электроэнцефалографии и показателей мировосприятия по общественно-политическим вопросам, было обнаружено, что метакогнитивная точность, т.е. степень разделения суждений уверенности между правильными и неправильными ответами, служит посредником во взаимосвязи между моральными убеждениями и социальным влиянием. Участники с более низкими метакогнитивными способностями, оказались теми, кто придерживается более сильных моральных взглядов. Это объясняет, почему такие люди чаще придерживаются крайних или радикальных взглядов и более невосприимчивы к социальному влиянию.
В другом исследовании, в котором использовалась функциональная магнитно-резонансная томография, было обнаружено, что средние значения показателей уровня политической морали по конкретным вопросам общественной жизни ассоциируются, с притуплением реакции, в префронтальной коре и миндалевидном теле, но повышением нейронной активности, в вентральном полосатом теле и вентромедиальной префронтальной коре, когда участники считают политическое насилие уместным, в соответствие, с их собственными убеждениями, верой. В заключение, авторы исследования, предположили, что моральные убеждения, в отношении общественно-политических проблем, повышают их субъективную ценность, преодолевая наше естественное отвращение, к причинению вреда [самим себе и другим людям], в сфере межличностных отношений.

## Смотрите также
- Конформность
- Этика
- Идеология
- Мораль
- Моральное рассуждение[англ.]
- Политическая психология
- Радикальная политика[англ.]
- Наука о морали
- Ценность (личная и культурная)
- Теория ценности[англ.]